# Vavřínový věnec

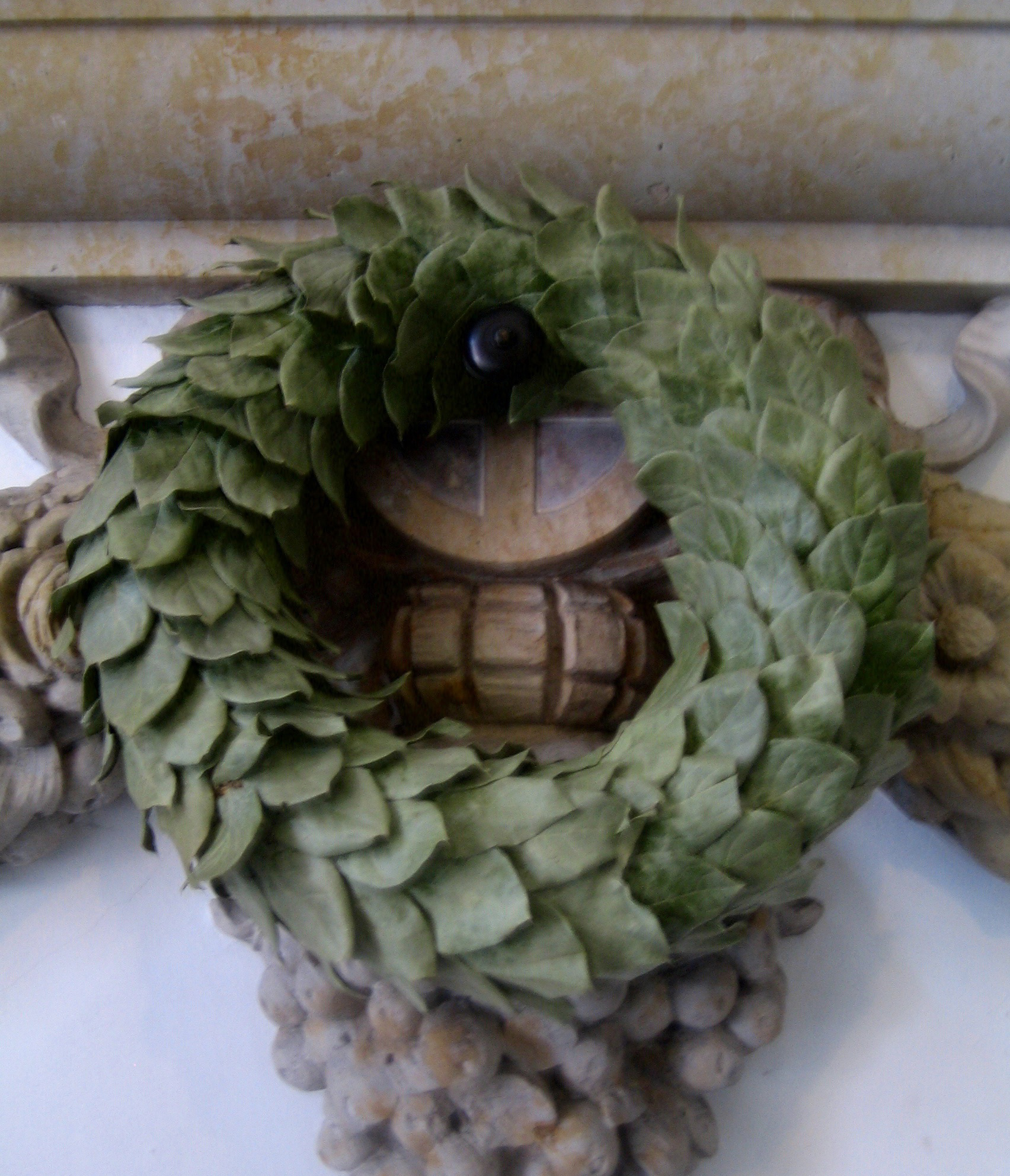
Vavřínový věnec zdobící památník ve Folketingu, národním parlamentu Dánska

Vavřínový věnec je věnec kulatého tvaru spletený z větviček a listů vavřínu vznešeného (Laurus nobilis), aromatického širokolistého stromu. Později se k jeho výrobě používal i listnatec čípkový (Ruscus hypoglossum) nebo bobkovišeň lékařská (Prunus laurocerasus). Vavřínový věnec je symbolem triumfu a nosí se kolem hlavy nebo kolem krku.
Dějiny používání různých věnců a korun ve starověku, včetně vavřínového věnce, sahají až do starověkého Řecka. V řecké a římské mytologii je vavřínový věnec jedním z atributů boha Apollóna, který byl bohem Slunce s vlivem na mnoho oblastí života, včetně proroctví, hudby či léčitelství. V té době byly vavřínové věnce udíleny vítězům v atletických soutěžích, včetně starověkých olympijských her. Pro vítěze byly vyráběny také z divokého olivovníku známého jako kotinos (řecky κότινος).

## Starověk

### Starověké Řecko

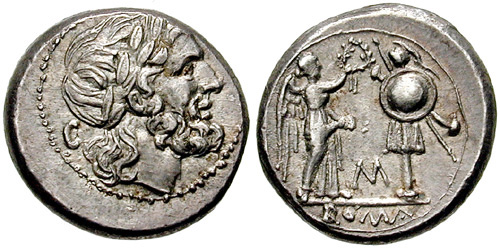
Victoriatus pocházející ze sicilské mincovny, 211/208 př. n. l. Na přední straně je vyobrazena hlava Jupitera s vavřínovým věncem. Na zadní straně Victoria předává vavřínový věnec.

Apollón, patron sportu, je spojován s nošením vavřínového věnce. Tato asociace vychází ze starověkého řeckého příběhu o Apollónovi a Dafné. Apollón se vysmíval bohu lásky Erótovi za to, že používal luk a šípy, neboť sám Apollón byl také patronem lukostřelby. Uražený Erós si pak připravil dva šípy, jeden ze zlata a druhý z olova. Zlatým šípem trefil Apollóna, který zahořel vášnivou láskou k říční nymfě Dafné. Ovšem Dafné trefil olověným šípem, čímž v ní podnítil nenávist k Apollónovi. Apollón Dafné pronásledoval. Vysílená jeho pronásledováním, prosila bohyni země Gaiu, zda by mohla změnit její podobu. Ta jí proto proměnila ve vavřínový strom. Apollón přísahal, že bude Dafné navždy ctít a využil své síly věčného mládí a nesmrtelnosti, aby vavřín učinil stálezeleným. Poté si sám vytvořil věnec z vavřínových větviček, který na její památku nosil.

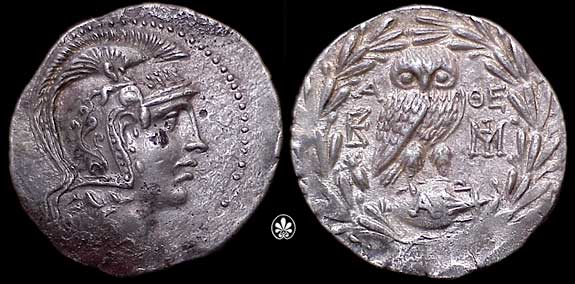
Starověká řecká mince s vyobrazením sovy obklopené vavřínovým věncem. Sova byla považována za moudré zvíře a byla atributem bohyně Athény. Mince pochází z období 152/151 př. n. l.

Ve starověké řecké mytologii byl stálezelený vavřínový keř nebo strom považován za symbol zdraví a mravní očisty či odčinění. Mezi Hippokratovými stoupenci byl vavřín považován za lék na ženské neduhy. S vavřínovým listem v ústech hovořilo i delfské orákulum.

### Starověký Řím
I v římské mytologii hrál vavřínový věnec důležitou roli. V kultu boha Jupitera byl symbolem vítězství, jež bylo korunováno vavřínem. Po návratu římských generálů do Říma byl vavřínový věnec znamením jejich vítězství. Vojenští vůdci, kteří dosáhli méně významných úspěchů, si museli vystačit s myrtovým věncem. Věnce nosili nejen vítězové, ale všichni účastníci triumfálního průvodu s výjimkou otroků. Později nosili vavřínový věnec na znamení své slávy i římští císaři. V takovém případě otrok stojící za císařem držel zlatý věnec nad hlavou triumfátora.
Mezi Římany byl rozšířen zvyk pálit vavřínové listy se šalvějí, tymiánem, sporýšem a jalovcem k zahnání zlých duchů.

## Tvar

### Forma
Vavřínový věnec se objevuje v různých podobách. Nemusí vždy nutně tvořit uzavřený tvar, může být otevřený jako podkova. Při nošení směřuje otevřený konec dopředu, takže přední část hlavy nebo čelo zůstává z velké části volné. Na dvourozměrných vyobrazeních směřuje mezera ve vavřínovém věnci téměř vždy nahoru.

### Materiál
Větvičky vavřínu tvoří ve své reprezentativní podobě původní a přírodní materiál vavřínového věnce. Později byly při různých příležitostech nahrazovány jinými materiály jako kov nebo přírodní a syntetická vlákna. Ve výtvarném umění a architektuře se uplatňují i další materiály jako sklo, dřevo, drahé kovy, přírodní či umělý kámen nebo omítka. Při ražbě medailí, plaket a mincí se používají převážně drahé kovy nebo jejich slitiny.

## Symbolika

### Symbolika ve starověku
Vavřínový věnec byl v podstatě symbolem míru. Kulatý tvar představuje dokonalost, stálezelený vzhled vavřínového keře nebo stromu představuje stabilitu či nesmrtelnost. I ve starověkém Řecku a Římu byl symbolem úspěchu, vítězství a slávy.

### Symbol vítězství a vlastenectví
V Německé říši se po vojenských vítězstvích stavěly památníky, na kterých byla obvykle zobrazena bohyně Victoria. Bývala zobrazována se zdviženou pravou paží držící vavřínový věnec. V druhé ruce, která směřuje dolů, většinou drží palmovou ratolest, která stejně jako holubice symbolizuje mír. V Berlíně Victoria zvedá vavřínový věnec na Vítězném sloupu, zatímco Železný kříž na jejím kopí je ověnčen dubovými listy.
I u Niederwalova pomníku v Rüdesheimu am Rhein jsou vavřínové věnce vyobrazeny v rozích základny pomníku a na císařské koruně Německé říše, kterou drží Germania. Vavřínové větvičky se také vinou kolem meče, který směřuje dolů. Prostřednictvím vavřínu je meč zbaven své skutečné funkce a získává tak spíše obranný než útočný charakter.
Na Cromwellovu tolaru z roku 1658 z krátkého období Anglické republiky. Na něm je vyobrazen Oliver Cromwell jako římský císař korunovaný vavřínovým věncem. Vavřínový věnec je symbolem konce občanské války a dosaženého míru.

## Použití vavřínového věnce v různých oblastech

### Architektura
Vavřínové věnce a větvičky se často používají v architektuře jako dekorativní prvek na vnějších fasádách a ve výzdobě interiérů. Například je najdeme na vstupní bráně zámku Nymphenburg v Mnichově nebo na barokních štukových stropech Köpenického zámku v Berlíně.

### Umění
Vavřínové věnce se vyskytují ve výtvarném i divadelním umění již od starověku. Tento symbol nalezneme na četných obrazech, mozaikách a sochách a také v divadelních hrách. V bazilice v Aquileiy se nachází Victoria Christiana, symbol vítězství křesťanství. Je na něm vyobrazena dívka s blond vlasy držící pravou rukou vavřínový věnec. V levé ruce nese palmovou ratolest jako symbol míru. Jde o křesťanskou interpretaci starověkých vzorů Niké a Victoria.

### Státní znaky a vlajky
Vavřínový věnec nebo vavřínové ratolesti se nachází na mnoha státních znacích či vlajkách. Například Salvador, Kolumbie, Paraguay, Mexiko či Kypr používají vavřínový věnec na svých státních symbolech. V Itálii jsou zejména obecní erby téměř vždy ověnčeny. Vavřínový věnec najdeme i na vlajce New Hampshire.

### Vojenství

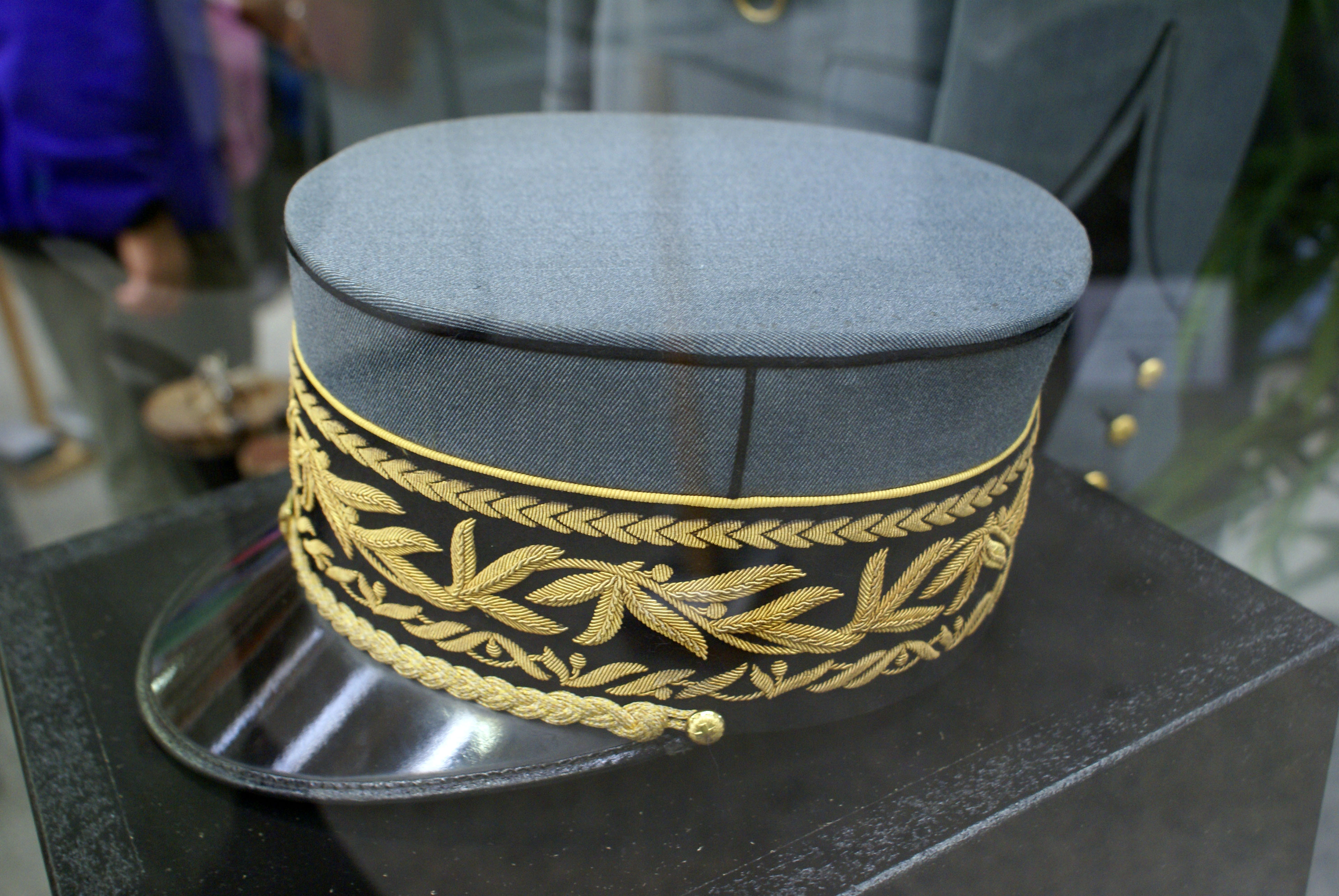
Képi generála švýcarské armády se symbolem vavřínového věnce

Četná vyznamenání, řády a medaile, jako je například Řád čestné legie, brnění a další militaria nesou vyobrazení vavřínového věnce.

### Mince
Anglická zlatá mince z počátku 17. století z doby Jakuba I. se jmenoval laurel. Na ní byl vyobrazen král s vavřínovým věncem.
Do 21. století se vyobrazení vavřínového věnce dochovalo například na švýcarském franku.

### Pečeti
Vavřínový věnec se nachází i na mnoha pečetích, zejména na obecních a městských pečetích je-li v jejich městském znaku vyobrazen vavřínový věnec.

### Loga
Řada institucí, organizací a společností používá tento symbol jako své logo. Například britský výrobce sportovního oblečení Fred Perry používá vavřínový věnec jako logo společnosti. Logo je vyšívané, tkané, embosované nebo tištěné na všech jeho produktech.
Československá značka automobilů Škoda měla v letech 1925 až 1933 logo orámované vavřínovým věncem. Podobné logo se používalo již v letech 1905 až 1925, kdy se firma jmenovala Laurin & Klement.

## Použití vavřínového věnce na akcích

### Sport
Ve starověkém Řecku dostávali sportovci v Pýthických nebo Delfských hrách vavřínový věnec jako jediné uznání svého čestného vítězství. Vavřínový věnec hrál svoji roli ve starověkých i moderních olympijských hrách.
Vavřínový věnec byl zvláště důležitý v tělocvičném hnutí z 19. století, které se vytvořilo okolo německého pedagoga Friedricha Ludwiga Jahna. Například gymnastický kříž, utvořený z iniciál Frisch, fromm, fröhlich, frei je orámován vavřínovým věncem (někdy je věnec z dubových listů). I v moderním sportu se vavřínový věnec používá jako symbol vítězství, například na certifikátech, medailích, trofejích a odznacích, jako je současný Německý sportovní odznak Německé olympijské sportovní konfederace nebo jako květinový vavřínový věnec.

### Výročí
V moderní době se vavřínový věnec často používá při všech druzích výročí, ať už jde o výročí svatby, firemní nebo služební výročí, výročí založení firmy, biřmování, promoce nebo narozeniny.

## Vavřínový věnec v literatuře

### Texty písní a hymny
Vavřínový věnec se objevuje také v hudbě. V letech 1871 až 1918 byla v Německé říši populární pruská píseň Heil dir im Siegerkranz. V jejím názvu se mluví o vavřínovém věnci a ve čtvrtém verši je zmíněn vavřín. Vavřínový věnec je i v prvním verši rakouské císařské hymny Bože ochraňuj Františka, která byla složena v roce 1797 za vlády Františka I.

### Citáty
- Rád se vzdám toho zatraceného vavřínu pro první fialku, kterou nám březen přinese (německy Den blut'gen Lorbeer geb' ich hin mit Freuden fürs erste Veilchen, das der März uns bringt), německý spisovatel Friedrich Schiller (1759–1805)
- Vavřín a pýcha jsou nebezpečné (německy Der Lorbeer und der Hochmut sind gefährlich), německý básník Adelbert von Chamisso (1781–1838)
- V každém vavřínu je trnový věnec (německy In jedem Lorbeer drückt ein Dornenkranz), německý spisovatel Ernst Ziel (1841–1921)
- Vavřín je jednou z těch vzácných rostlin, které nemůžete zasít a přesto sklidit (německy Lorbeer gehört zu den seltenen Pflanzen, die man nicht säen und doch ernten kann), německý lyrik Peter Maiwald (1946–2008)

## Vavřínový věnec v divadle a ve filmu
Se symbolem vavřínového věnce se setkáme i ve filmovém průmyslu. Může jít například o použití smyšleného znaku nebo vlajky, jako je tomu v případě sci-fi Star Trek, kdy je vavřínový věnec použit na znaku Spojené federace planet.
Existuje také lidová hra hamburského divadla Ohnsorg-Theater s názvem Vavřínový věnec, která byla uvedena i v německé televizi či americký němý film z roku 1912 s názvem The Laurel Wreath of Fame.

## Vavřínový věnec a jazykověda

### Laureát

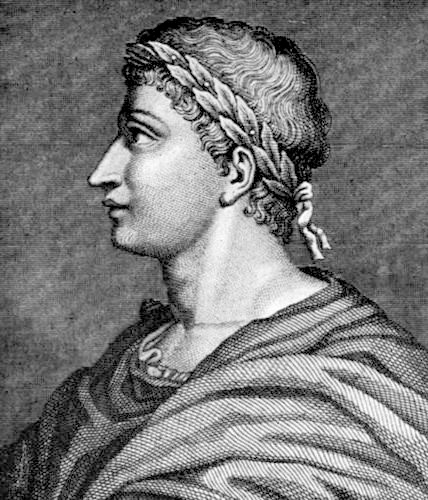
Publius Ovidius Naso vyobrazený s vavřínovým věncem

Poeta laureatus je básník, který byl korunován vavřínovým věncem. Podle toho slovo laureát původně označoval nositele vavřínového věnce (latinsky laureatus). V moderním pojetí slova však obecně označuje osobu, které se dostalo zvláštního vyznamenání, například laureát Nobelovy ceny. Toto slovo se vykytuje i v jiných jazycích, například v němčině Laureat, ve francouzštině lauréat či v italštině laureato. V italštině se také používá slovo laurea pro vysokoškolské studium.

### Poeta laureatus
Již více než 340 let jsou význační básníci v anglofonních zemích označováni jako Poeta laureatus. Ti jsou ve Spojeném království nominováni předsedou vlády a jmenováni králem nebo královnou. Podobná tradice existuje i ve Spojených státech. Tam je nový Poeta laureatus jmenován knihovníkem Kongresu po konzultaci s úřadujícím držitelem tohoto titulu a předními literárními a básnickými kritiky.

### Idiom a přísloví
Výraz "usnout na vavřínech" odkazuje na někoho, kdo se pro svou slávu i do budoucna spoléhá zcela na své dávné úspěchy.

### Křestní jména
Křesťané preferovali jména, která souvisela s jejich náboženstvím, volili tedy například jména apoštolů a mučedníků, obvykle s jednoduchými křestními jmény latinského nebo řeckého původu. Ze slova Laurentius (latinsky vavřín) jsou odvozena mužská jména Laurence, Laurent, Laurentin, Laurenz, Lorenz či ženská jména Laura, Laure, Lauren, Laureen, Laurena, Lorena, Laurène, Laurentia, Lauretta, Laurette, Lauri, Laurie, Lauryn. Ze slova Stephanos (řecky στέϕανος), znamenající koruna či věnec, jsou odvozena mužská jména Štěpán, Stefan, Steffen, Stephan, Stephen, Steve či ženská jména Štěpánka, Stefanie, Steffi, Stephanie.